# The End, So Far
The End, So Far é o sétimo álbum de estúdio da banda americana de heavy metal Slipknot. Foi lançado em 30 de setembro de 2022, pela Roadrunner Records. Esse é o último álbum da banda a ser lançado pela Roadrunner, com quem a banda assinou contrato em 1998. É o primeiro álbum de estúdio com o percussionista Michael Pfaff, que entrou para a banda em 2019, e é o último álbum de estúdio com o sampler e tecladista Craig Jones e o baterista Jay Weinberg antes de suas respectivas saídas em junho e novembro de 2023.
Com 57 minutos e 31 segundos de duração, The End, So Far é o álbum de estúdio mais curto da banda até o momento.

## Antecedentes
Em 19 de maio de 2021, o percussionista Shawn Crahan declarou que a banda estava atualmente fazendo "música divina". Em um artigo publicado pela Loudwire em 9 de junho de 2021, Crahan revelou que um novo álbum do Slipknot seria 'esperançosamente' lançado em 2021. Ele também acrescentou que a banda estaria se separando da Roadrunner Records após o lançamento do álbum.
Em novembro de 2021, a banda começou a divulgar material novo em um novo domínio thechapeltownrag.com. Vários trechos de uma música foram mostrados no site, levando à especulação de um novo single que a banda confirmaria posteriormente em 4 de novembro, com o single intitulado "The Chapeltown Rag" programado para lançamento no dia seguinte, juntamente com sua estreia ao vivo no Knotfest Roadshow em Los Angeles em 5 de novembro de 2021. Em dezembro de 2021, Taylor revelou que a banda estava planejando mixar seu sétimo álbum de estúdio em janeiro e esperava lançá-lo em abril de 2022. Ele também declarou que preferia o material de seu futuro sétimo álbum de estúdio ao de We Are Not Your Kind.
Em fevereiro de 2022, o vocalista Corey Taylor anunciou em uma entrevista com Eddie Trunk que a gravação do álbum havia terminado e que estava em processo de mixagem. Ele descreveu o disco como uma "versão mais pesada" do álbum de 2004, Vol. 3: (The Subliminal Verses).
Em 19 de julho de 2022, a banda anunciou o álbum junto com o segundo single, "The Dying Song (Time to Sing)". Em 5 de agosto de 2022, a banda lançou o terceiro single, "Yen". O álbum completo foi lançado em 30 de setembro de 2022.
Em 22 de agosto de 2022, a banda anunciou que haveria nove edições especiais do álbum a serem lançadas, cada uma com a foto de um dos membros da banda na capa.
O álbum é dedicado ao cofundador e ex-baterista Joey Jordison, que morreu durante seu sono em julho de 2021. Os lançamentos originais em vinil e cassete de The End, So Far foram impressos erroneamente como The End For Now....  Em um Reddit AMA, Corey Taylor disse que The End, So Far sempre foi o título pretendido para o álbum, e que a impressão incorreta foi causada por "alguém [que] fez merda e não checou duas vezes" com a banda.

## Recepção critica
| Críticas profissionais | Críticas profissionais |
| Pontuações agregadas   | Pontuações agregadas   |
| Fonte                  | Avaliação              |
| ---------------------- | ---------------------- |
| AnyDecentMusic?        | 6.7/10                 |
| Metacritic             | 80/100                 |
| Avaliações da crítica  |                        |
| Fonte                  | Avaliação              |
| AllMusic               | [ 22 ]                 |
| Consequence            | Favorável              |
| Blabbermouth.net       | 8.5/10                 |
| Clash                  | 8/10                   |
| The Daily Telegraph    | [ 26 ]                 |
| Exclaim!               | 7/10                   |
| Kerrang!               | [ 28 ]                 |
| Metal Hammer           | [ 29 ]                 |
| NME                    | [ 30 ]                 |
| Sputnik Music          | 2.3/5                  |

The End, So Far recebeu críticas geralmente favoráveis. No Metacritic, que atribui uma classificação normalizada de 100 às resenhas das principais publicações, o álbum recebeu uma pontuação média de 80, com base em 10 resenhas.
Luke Morton, da Kerrang!, comentou que The End, So Far era mais um álbum "do que uma seleção de músicas". Ele elogiou a nova direção que a banda tomou com faixas como a faixa de abertura "Adderall", uma "faixa de seis minutos, movida a sintetizadores - com todos os cantos limpos", ao mesmo tempo em que observou que o álbum manteve a marca registrada do Slipknot, com "gritos primitivos, blastbeats e mais magia de Sid Wilson no scratching do que ouvimos há muito tempo".
Andrew Trendell, da NME, deu ao álbum quatro estrelas de cinco, comparando a nova direção da banda a David Bowie, Tool e Stone Temple Pilots, ao mesmo tempo em que observou que faixas mais pesadas, como "Hivemind" e "Heirloom", confortariam os "fãs antigos do Slipknot".
O site Blabbermouth.net também observou o novo estilo musical da banda, destacando que, enquanto singles como "The Dying Song" e "The Chapeltown Rag" proporcionavam "um peso de arrepiar crânios e ondas ululantes de riffs mortais", faixas como "Adderall" e "Medicine for the Dead" mostravam a versatilidade e a evolução da banda e, em particular, do vocalista Taylor.
Cervante Popé, da Consequence Of Sound, declarou: "Como um novo lançamento, ele tem fatores exploratórios mais do que suficientes para evitar que a banda pareça obsoleta, mas também se mantém fiel aos sons que nos transformaram em maggots em primeiro lugar".
Ao fazer uma resenha do álbum para a AllMusic, James Christopher Monger Monger também ficou dividido: "The End, So Far pode não ser um home run, mas prova que a banda ainda está na disputa para vencer, mesmo que esteja jogando um jogo longo".

### Reconhecimentos
| Publicação   | Reconhecimento                                | Classificação | Ref.   |
| ------------ | --------------------------------------------- | ------------- | ------ |
| Loudwire     | Os 50 melhores álbuns de rock e metal de 2022 | –             | [ 32 ] |
| Metal Hammer | Os 50 melhores álbuns de 2022                 | 16            | [ 33 ] |
| Revolver     | 25 melhores álbuns de 2022                    | 16            | [ 34 ] |

## Desempenho comercial
The End, So Far estreou entre os dez primeiros em mais de dez países em todo o mundo, incluindo picos no topo em vários países, como Austrália, Alemanha, Grécia, México, Suíça e Reino Unido. Nos Estados Unidos, o álbum estreou em segundo lugar na Billboard 200, o primeiro álbum deles a não estrear no topo desde Vol. 3: (The Subliminal Verses), de 2024, e vendeu 59.000 cópias na primeira semana, sendo 50.500 provenientes de vendas puras. No Reino Unido, o álbum superou a reedição de Older, de George Michael, em 340 unidades, depois de ficar atrás dele na atualização da parada no meio da semana, garantindo à banda seu terceiro número um na UK Albums Chart após Iowa, de 2001, e o antecessor We Are Not Your Kind, de 2019. O álbum vendeu um total de 14.068 cópias, das quais 12.083 foram provenientes de vendas puras, além de ter arrecadado mais 2.005 unidades adicionais equivalentes a álbuns por streaming.

## Lista de faixas
Todas as músicas compostas por Slipknot.
| N.º            | Título                          | Duração |  |
| 1.             | "Adderall"                      | 5:40    |  |
| 2.             | "The Dying Song (Time to Sing)" | 3:23    |  |
| 3.             | "The Chapeltown Rag"            | 4:49    |  |
| 4.             | "Yen"                           | 4:43    |  |
| 5.             | "Hive Mind"                     | 5:15    |  |
| 6.             | "Warranty"                      | 3:51    |  |
| 7.             | "Medicine for the Dead"         | 6:16    |  |
| 8.             | "Acidic"                        | 4:50    |  |
| 9.             | "Heirloom"                      | 3:31    |  |
| 10.            | "H377"                          | 4:23    |  |
| 11.            | "De Sade"                       | 5:39    |  |
| 12.            | "Finale"                        | 5:07    |  |
| Duração total: | Duração total:                  | 57:31   |  |

## Créditos
Créditos extraídos do encarte do álbum.
 
| Slipknot - (#8) Corey Taylor – vocal principal - (#7) Mick Thomson – guitarras - (#0) Sid Wilson – toca-discos, teclados - (#4) James Root – guitarras - (#5) Craig "133" Jones – samples, mídia, teclados - (#6) Shawn "Clown" Crahan – percussão customizada, vocais de apoio, direção de arte, fotografia - Alessandro Venturella – baixo, piano - Jay Weinberg – bateria, percussão - Michael Pfaff – percussão customizada, vocais de apoio Pessoal adicional - Jennifer Prim – coral (1, 6, 12) - Jahna Perricone – coral (1, 6, 12) - Andrew Koch – coral (1, 6, 12) - Carmen Sicherman – coral (1, 6, 12) - Brian Wold – coral (1, 6, 12) - Kat Green – coral (1, 6, 12) - Gordon Glor – coral (1, 6, 12) - Stacy Young – coral (1, 6, 12) - John DeMartini – coral (1, 6, 12) - Grainne Ward – coral (1, 6, 12) - Lon Fiala – coral (1, 6, 12) - Nicole Scates – coral (1, 6, 12) - Carmel Simmons – coral (1, 6, 12) | Produção - Slipknot – produção - Joe Barresi – produção, mixagem, engenharia de gravação - Bob Ludwig – masterização - Alex Linares – gravação adicional (10) - Tristan Hardin – gravação adicional (10) - Greg Gordon – gravação adicional (10) - Matt Tuggle – engenheiro assistente - Kelsey Porter – engenheiro assistente - Brian Rajaratnam – engenheiro assistente - Jun Murakawa – engenheiro assistente - Jerry Johnson – técnico de bateria - Billy Bowers – edição de bateria - Virgilio Tzaj – design - Anthony Scanga – fotografia adicional |

## Paradas
| Parada (2022)                                | Posição alcançada |
| -------------------------------------------- | ----------------- |
| Austrália (ARIA)                             | 1                 |
| Áustria (Ö3 Austria Top 40)                  | 4                 |
| Bélgica (Ultratop Flandres)                  | 4                 |
| Bélgica (Ultratop Valônia)                   | 3                 |
| Canadá (Billboard)                           | 2                 |
| Croatian Albums (HDU)                        | 1                 |
| Dinamarca (Hitlisten)                        | 12                |
| Países Baixos (Dutch Charts)                 | 6                 |
| Finlândia (Suomen virallinen lista)          | 2                 |
| França (SNEP)                                | 5                 |
| Alemanha (Offizielle Deutsche Charts)        | 1                 |
| Grécia (IFPI)                                | 1                 |
| Hungria (MAHASZ)                             | 3                 |
| Irlanda (Official Irish Albums)              | 7                 |
| Italian Albums (FIMI)                        | 20                |
| Japão (Oricon)                               | 11                |
| Japanese Combined Albums (Oricon)            | 12                |
| Japanese Hot Albums (Billboard Japan)        | 9                 |
| Lithuanian Albums (AGATA)                    | 79                |
| Nova Zelândia (RMNZ)                         | 2                 |
| Polónia (ZPAV)                               | 6                 |
| Portugal (AFP)                               | 2                 |
| Escócia (Official Scottish Albums)           | 3                 |
| Espanha (PROMUSICAE)                         | 15                |
| Suécia (Sverigetopplistan)                   | 2                 |
| Swedish Hard Rock Albums (Sverigetopplistan) | 1                 |
| Suíça (Schweizer Hitparade)                  | 1                 |
| Swiss Albums (Romandie)                      | 1                 |
| Reino Unido (Official Albums Chart)          | 1                 |
| Reino Unido (UK Rock & Metal Albums)         | 1                 |
| Estados Unidos (Billboard 200)               | 2                 |
| Estados Unidos (Top Alternative Albums)      | 1                 |
| Estados Unidos (Top Hard Rock Albums)        | 1                 |
| Estados Unidos (Top Rock Albums)             | 1                 |

| Parada (2022)                          | Posição |
| -------------------------------------- | ------- |
| German Albums (Offizielle Top 100)     | 80      |
| US Top Album Sales (Billboard)         | 86      |
| US Top Current Album Sales (Billboard) | 63      |
| US Top Hard Rock Albums (Billboard)    | 25      |